# Glockenhorn
Der Glockenhorn ist ein 381 m hoher Berg im Pfälzerwald im deutschen Bundesland Rheinland-Pfalz. Er liegt im Südosten von Hinterweidenthal in der Verbandsgemeinde Hauenstein.

## Lage
Der Berg erstreckt sich als langgestreckter Rücken etwa zwei Kilometer in nordwestlich-südöstlicher Richtung. Während der Gipfelbereich vorwiegend von Laubwald bedeckt ist, dominiert an den Abhängen des Glockenhorns Nadelwald. Das Nebeneinander dieser lichten Wälder mit dem Magerrasen südlich des Berges gilt als ökologisch wertvoll, so liegt etwa eines der wenigen Vorkommen des Wendehalses in der Region.

## Gewässer
Nördlich des Glockenhorns verläuft der Hinterweidentaler Bach.

## Zugang
Um und auf das Glockenhorn führt ein Rundweg, der gut zum Wandern und Mountain Biking geeignet ist.